# Воробьёв, Ермолай Антонович
Ермола́й Анто́нович Воробьёв (ок. 1620 — после 1681) — приказной деятель, дьяк времён царствования Алексея Михайловича и Фёдора III Алексеевича.

## Историческая справка
Из древнего московского боярского рода Воробьёвых, восходящего к боярам времён правления великого московского князя Василия III и первого русского царя Ивана IV Грозного (одна из многочисленных ветвей), а ранее боярину Юрию.
В разное время был начальником сразу нескольких приказов Русского государства. Сначала дьяк Рейтарского (1656 г.), затем Судного (1665 г.), потом Печатного (1674 г.) и Большой Казны приказов (1676 г.).
В июле 1656 г. «был у встречи цесарских послов в Полоцке с государем». Также дьяк Великого Новгорода (1671—1672, 1677—1681 гг.).
Дважды включён в Боярские книги по жилецким спискам на Москве.